# Kalle Rovanperä
Kalle Rovanperä (Jyväskylä, 1 oktober 2000) is een Fins rallyrijder, actief voor het fabrieksteam van Toyota. Hij is de zoon van voormalig rallyrijder en WK-winnaar Harri Rovanperä. Hij heeft internationale bekendheid vergaard omdat hij op een exceptioneel jonge leeftijd begon met rallyrijden. Hij won het open rallykampioenschap van Letland in 2016 en 2017. Rovanperä zal in 2020 gaan rijden voor het WRC team van Toyota. Met bijrijder Jonne Halttunen werd Rovanperä in 2022 wereldkampioenschap rally. Hij werd, een dag na zijn 22e verjaardag, de jongste wereldkampioen waarmee hij de destijds 27 jarige Colin McRae opvolgde.

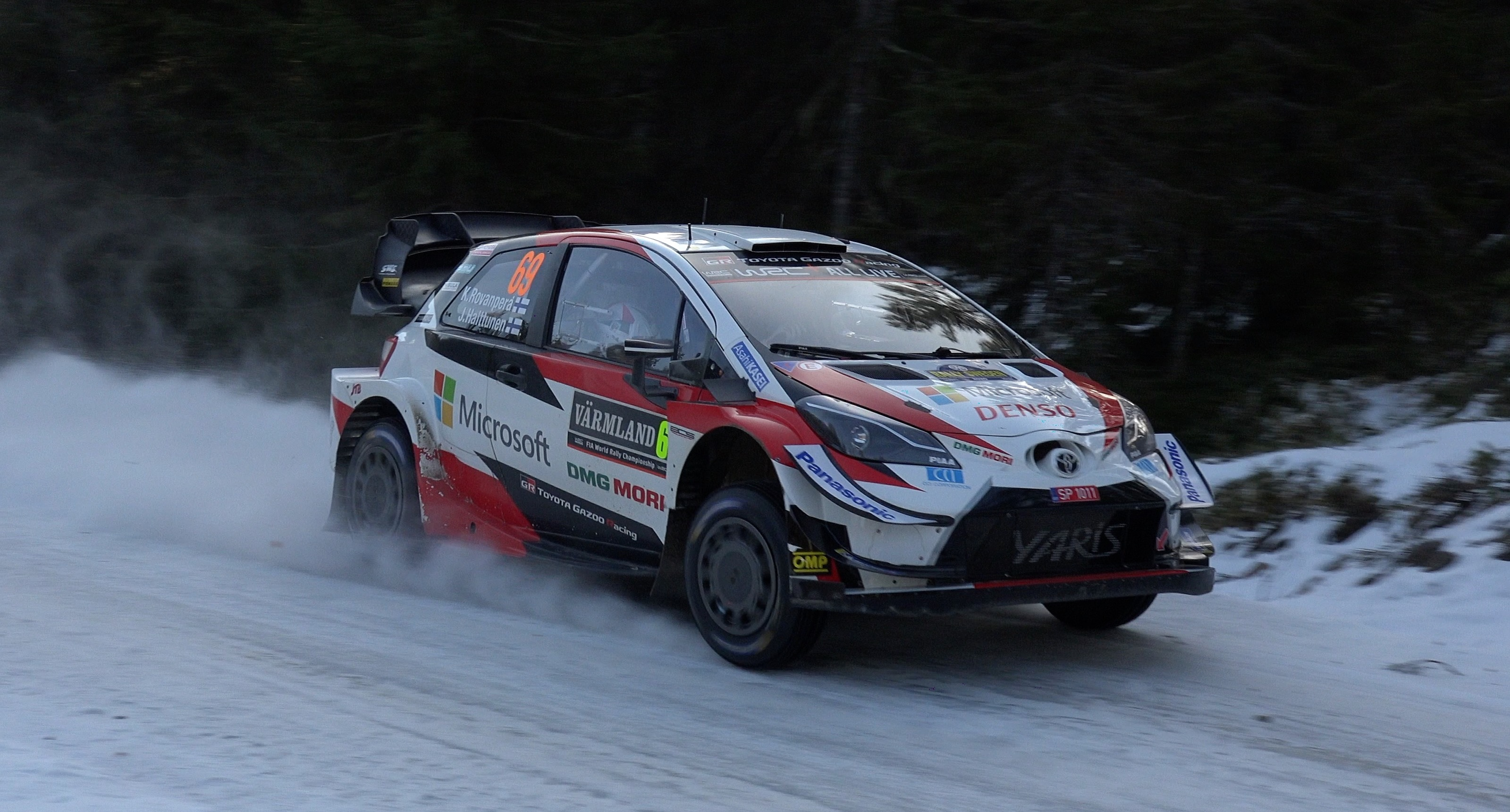
Rovanperä in 2020 in de Rally van Zweden.

## Complete resultaten in het wereldkampioenschap rally

### WRC resultaten
| Seizoen | Inschrijving        | Auto               | 1       | 2      | 3      | 4       | 5       | 6     | 7     | 8      | 9      | 10     | 11     | 12     | 13     | 14    | Pos. | Punten |
| ------- | ------------------- | ------------------ | ------- | ------ | ------ | ------- | ------- | ----- | ----- | ------ | ------ | ------ | ------ | ------ | ------ | ----- | ---- | ------ |
| 2017    | Kalle Rovanperä     | Ford Fiesta R5     | MON     | ZWE    | MEX    | FRA     | ARG     | POR   | ITA   | POL    | FIN    | DUI    | SPA    | GBR 35 | AUS 10 |       | 25   | 1      |
| 2018    | Kalle Rovanperä     | Škoda Fabia R5     | MON] 11 | ZWE    |        |         |         |       |       |        |        |        |        |        |        |       | 22   | 3      |
| 2018    | Škoda Motorsport    | Škoda Fabia R5     |         |        | MEX 15 | FRA     | ARG Ret | POR   | ITA   | FIN 14 |        |        |        |        |        |       | 22   | 3      |
| 2018    | Škoda Motorsport II | Škoda Fabia R5     |         |        |        |         |         |       |       |        | DUI 10 | TUR    | GBR 9  | SPA 12 | AUS    |       | 22   | 3      |
| 2019    | Škoda Motorsport    | Škoda Fabia R5     | MON 18  | ZWE 18 | MEX    | FRA Ret | ARG     | CHL 8 |       |        |        |        |        |        |        |       | 12   | 18     |
| 2019    | Škoda Motorsport    | Skoda Fabia R5 Evo |         |        |        |         |         |       | POR 6 | ITA 9  | FIN 9  | DUI 16 | TUR 18 | GBR 9  | SPA 12 | AUS C | 12   | 18     |

### WRC-2 resultaten
| Seizoen | Inschrijving        | Auto           | 1   | 2   | 3     | 4   | 5       | 6   | 7   | 8     | 9     | 10  | 11    | 12     | 13    | Pos. | Punten |
| ------- | ------------------- | -------------- | --- | --- | ----- | --- | ------- | --- | --- | ----- | ----- | --- | ----- | ------ | ----- | ---- | ------ |
| 2017    | Kalle Rovanperä     | Ford Fiesta R5 | MON | ZWE | MEX   | FRA | ARG     | POR | ITA | POL   | FIN   | DUI | SPA   | GBR 15 | AUS 1 | 15   | 25     |
| 2018    | Škoda Motorsport    | Škoda Fabia R5 | MON | ZWE | MEX 5 | FRA | ARG Ret | POR | ITA | FIN 4 |       |     |       |        |       | 3    | 90     |
| 2018    | Škoda Motorsport II | Škoda Fabia R5 |     |     |       |     |         |     |     |       | DUI 2 | TUR | GBR 1 | SPA 1  | AUS   | 3    | 90     |

### WRC-2 Pro resultaten
| Seizoen | Inschrijving     | Auto               | 1     | 2     | 3   | 4       | 5   | 6     | 7     | 8     | 9     | 10    | 11    | 12    | 13    | 14    | Pos. | Punten |
| ------- | ---------------- | ------------------ | ----- | ----- | --- | ------- | --- | ----- | ----- | ----- | ----- | ----- | ----- | ----- | ----- | ----- | ---- | ------ |
| 2019    | Škoda Motorsport | Škoda Fabia R5     | MON 2 | ZWE 2 | MEX | FRA Ret | ARG | CHL 1 |       |       |       |       |       |       |       |       | 1    | 176    |
| 2019    | Škoda Motorsport | Skoda Fabia R5 Evo |       |       |     |         |     |       | POR 1 | ITA 1 | FIN 1 | DUI 3 | TUR 3 | GBR 1 | SPA 3 | AUS C | 1    | 176    |